# Oecanthus
Genre
Oecanthus est un genre d'insectes orthoptères de la famille des grillidés (grillons), de la sous-famille des Oecanthinae.

## Distribution
Des espèces de ce genre se rencontrent sur tous les continents (régions froides exceptées).

## Liste d'espèces
Selon ITIS (12 février 2017) :
- Oecanthus argentinus Saussure, 1874
- Oecanthus californicus Saussure, 1874
- Oecanthus celerinictus T. J. Walker, 1963
- Oecanthus exclamationis Davis, 1907
- Oecanthus fultoni T. J. Walker, 1962 – grillon de Fulton
- Oecanthus laricis T. J. Walker, 1963
- Oecanthus latipennis Riley, 1881
- Oecanthus leptogrammus T. J. Walker, 1962
- Oecanthus nigricornis F. Walker, 1869 – grillon à cornes noires
- Oecanthus niveus (De Geer, 1773)
- Oecanthus pini Beutenmuller, 1894
- Oecanthus quadripunctatus Beutenmuller, 1894 – grillon à quatre points
- Oecanthus rileyi Baker, 1905
- Oecanthus varicornis F. Walker, 1869

Selon Fauna Europaea (12 février 2017) :
- Oecanthus dulcisonans Gorochov, 1993
- Oecanthus pellucens (Scopoli, 1763) - grillon d'Italie ou grillon transparent
- Oecanthus turanicus Uvarov, 1912